# Neocrossidius trivittatus
Neocrossidius trivittatus là một loài bọ cánh cứng trong họ Cerambycidae.